# Saperda discoidea
Saperda discoidea är en skalbaggsart som beskrevs av Fabricius 1798. Saperda discoidea ingår i släktet Saperda och familjen långhorningar. Inga underarter finns listade i Catalogue of Life.